# A kabard–magyar nyelvrokonság elmélete
A kabard–magyar nyelv- és vérrokonság elmélete a magyar nyelv rokonságának egyik alternatív elmélete. Kidolgozója Szentkatolnai Bálint Gábor, harminc nyelven tudó nyelvész-professzor volt, aki ezt kaukázusi utazásai során vetette fel, amikor a cserkeszek nyelvével foglalkozott. Ő volt az első, aki ennek a nyelvnek a fonémáit és nyelvtanát igen nagy precizitással lejegyezte. Több ízben különbözik a legtöbb alternatív elmélettől, például abban, hogy nem zárja ki a magyar nyelv finnugor voltát sem, hanem a nyelvet e két főelem szintéziseként tekintette. Érdekesség, hogy elméletének néhány nyelvtani eleme azonos a finnugor elméletével.

## Történelmi rokonítás
A rokonság történetiségét A honfoglalás revíziója című művében foglalta össze. Ezek szerint a hunok nyelve nem közvetlen türk volt, hanem egy sajátos helyet foglalt el az általa "turáninak" nevezett nyelvcsaládon belül, ami a mai urál-altáji nyelvcsalád elméletével azonos, és ahova a finnugor, altáji, tamil, koreai és japán nyelveket egy közös nyelvcsaládba helyezte, azzal az analógiával, ahogyan ezt a nyelvészet Bálint Gábor által "árjának" hívott (indoeurópai) nyelvcsaláddal tette.
A mű szerint a hunok leszármazottai az avarok, kazárok, bolgárok, szabirok, aminek részint van forrásalapja is. Arab tudósítók a bolgár nyelvet a kazár nyelvvel azonosították, a kazár nyelvről pedig azt írták, hogy mind a perzsa, mind a török nyelvtől különböző. Az író szerint a legtöbb ilyen törzs eltörökösödött, ahogy a bolgár is.
Innen kezdődik a kapcsolat a műben: az író kifogásolta azt, hogy a cserkeszek kaukázusi őslakók lennének, és csupán odatelepült kazár maradványnak tekintette. Nyelvük egyszótagúságából, összetett agglutinációjából azt a következtetést vonta le, hogy az idő során a nyelv kevés változáson ment tovább, ezért azt a kazár nyelv egyeneságú leszármazottjának tekintette.
A székelyeket az avaroktól vagy a szabiroktól eredeztette, míg a Kárpát-medencébe betelepülő magyarok vezetőségét kazárnak gondolta, ami alatt egy török-ugor szolgáló nép is volt. Ezt Bíborbanszületett Konstantin a magyarok kétnyelvűségét illető hozzáfűzésére alapozta.

## Nyelvészeti rokonítás
Bálint Gáborról a kialakult közvélemény az, hogy kitűnő nyelvismerő, ám annál rosszabb nyelvész volt. Sokan munkásságát csupán a magyarnak az egzotikus nyelvekkel (tamil, japán) való rokonításával mutatják be, azonban azoknak a száma elenyésző, akik az egész életművét meghatározó kabard-magyar nyelvrokonsággal foglalkoznának. Bálint Gábor nem szigetelődött el a máig hivatalos nyelvelméletektől. Sajnálatos módon csak néhány példa erejéig hozta fel tüzetesebben az író bírálta finnugor nyelvrokonság melletti etimológiai, nyelvtani érveket, és erről külön művet nem adott ki.
Megjegyzendő, hogy az író volt az első, aki a nyelvről kész tudományos nyelvtant írt, páratlan pontosságú hangjelöléssel, amelyet még a mai hivatalos cirill-arab átírások sem tudnak fonetikus voltában felülmúlni. Másik műve, amely hatalmas munkába került, a legelső kabard-magyar-latin szótár, amely máig megállja a helyét a tudományos közgondolkodásban.